# 소포트 부두

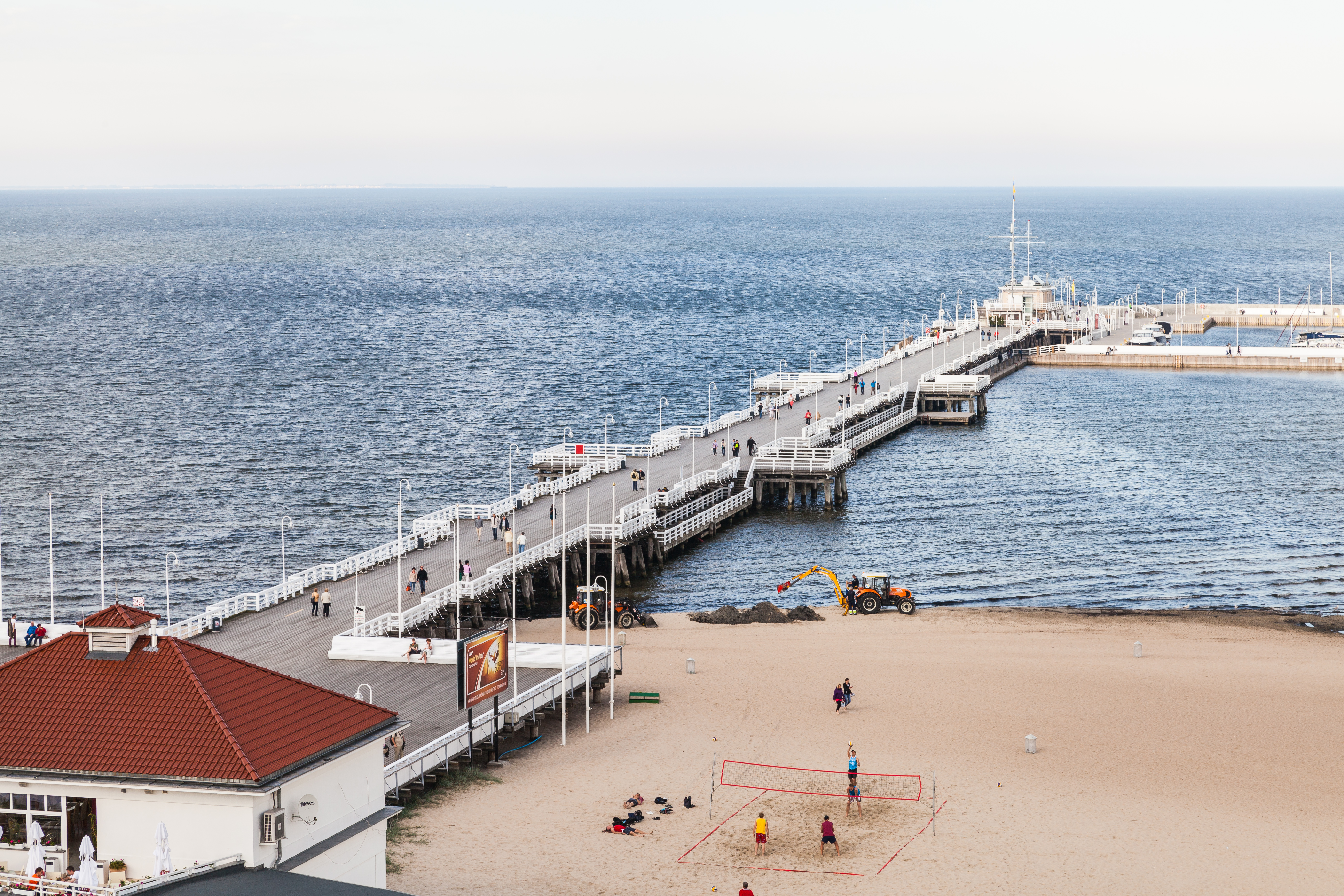
소포트 부두

소포트 부두(폴란드어: Molo w Sopocie)는 폴란드 포모제주 소포트 그단스크만에 있는 부두다. 놀이시설과 크루즈 보트 정박지로 건설되었다. 1827년에 개장하였으며, 길이는 511.5 미터 (1,678 ft)로 유럽에서 가장 긴 목조 부두다. 소포트 해변 중앙에서 바다로 뻗어 있으며, 관광, 산책, 행사 등을 위한 인기 있는 장소이며, 크루즈 보트의 정박지 역할도 한다. 또한 만에서 열리는 세계 세일링 선수권 대회, 발틱 윈드서핑 컵, 소포트 트라이애슬론을 관람하기에도 좋은 곳이다.
유럽에서 가장 긴 부두인 사우스엔드 부두는 길이가 2,158 미터 (7,080 ft)이지만 목제로 건설된 소포트 부두와는 달리 주로 철로 만들어졌다.